# Ooststellingwerf
Ooststellingwerf est une commune néerlandaise de la Frise.

## Population
Évolution de la population 

3 990 (1830)
4 937 (1840)
6 452 (1849)
8 354 (1859)
9 045 (1869)
9 190 (1879)
9 315 (1889)
9 582 (1899)
10 414 (1909)
13 059 (1920)
14 558 (1930)
16 911 (1947)
18 913 (1960)
20 087 (1971)
23 957 (1980)
24 934 (1990)
26 238 (2000)
26 004 (2010)
25 573 (1er janvier 2016)
25 540 (1er janvier 2017)
25 531 (1er août 2017)
25 459 (1er janvier 2018)
25 497 (1er janvier 2019)
25 469 (1er janvier 2020)
25 464 (1er janvier 2021)